# Lennart Hegland
Lennart "Lelle" Hegland, folkbokförd som Karl Hegland, född 9 januari 1943 i Stockholm, död 13 april 2022, var en svensk musiker (basist) och medgrundare av Hep Stars.
Lennart Hegland hade 1960–1963 musikgruppen Black Bird. Under värnplikten 1963 träffade han Christer Pettersson och de bildade sedan The Hep Stars. Under en period spelade Hegland med Gummibandet, en grupp som främst bestod av tidigare Hep Starsmedlemmar och som senare återtog bandnamnet Hep Stars. 
Lennart Hegland var brorson till tecknaren och illustratören Bertil Hegland. Under lång tid och sista åren av sitt liv bodde Hegland på sjukhemmet Skarpnäcksgården i Stockholm.